# Archimedes

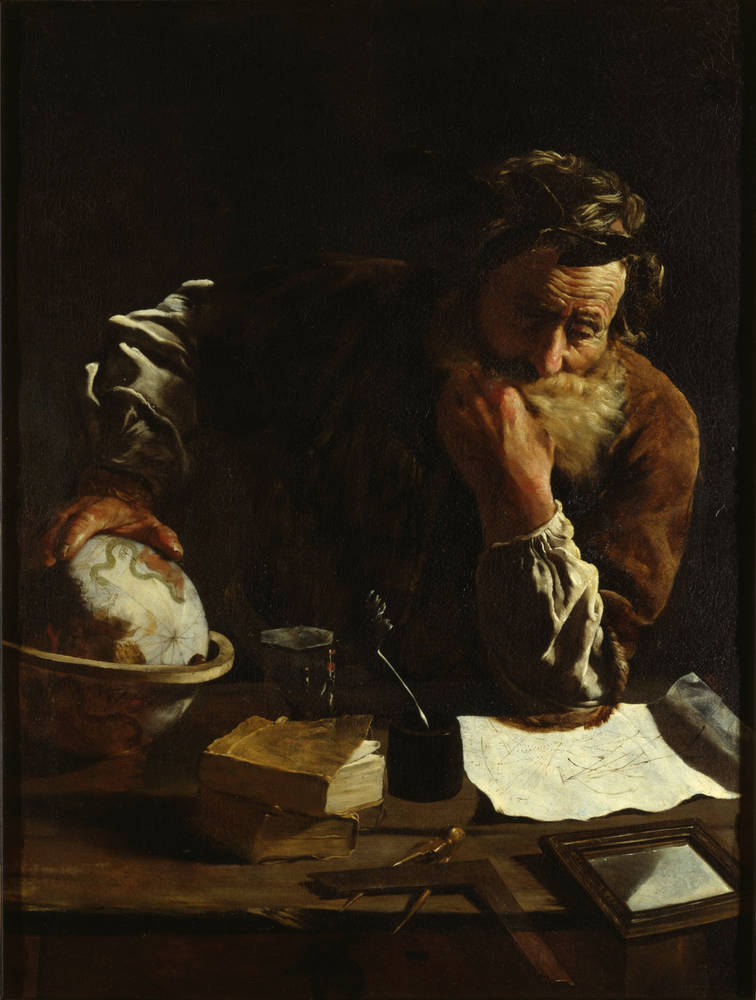
Archimedes, Domenico Fetti, 1620, Gemäldegalerie Alte Meister, Dresden

Archimedes von Syrakus (altgriechisch Ἀρχιμήδης ὁ Συρακούσιος Archimḗdēs ho Syrakoúsios; * um 287 v. Chr. vermutlich in Syrakus; † 212 v. Chr. ebenda) war ein griechischer Mathematiker, Physiker und Ingenieur. Er gilt als einer der bedeutendsten Mathematiker der Antike. Seine Werke waren auch noch im 16. und 17. Jahrhundert bei der Entwicklung der höheren Analysis von Bedeutung.

## Leben

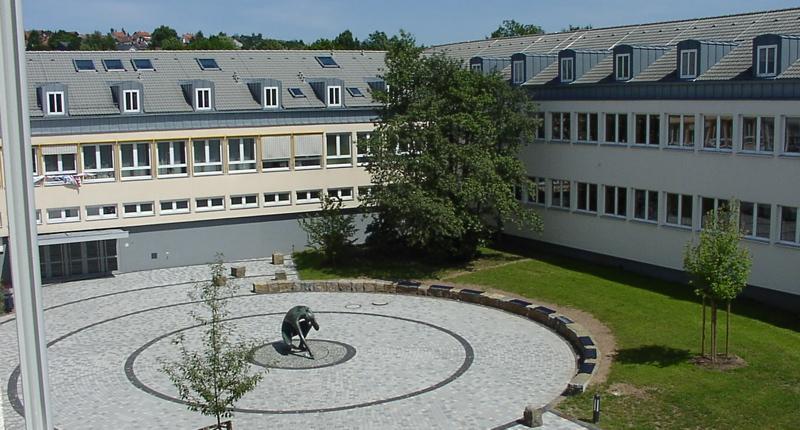
Archimedes in seinen Kreisen: Skulptur auf dem Platz vor dem
Freiherr-vom-Stein-Gymnasium (Fulda)

Über das Leben des Archimedes ist wenig bekannt und vieles gilt als Legende.
Archimedes, geboren ca. 287 v. Chr. wahrscheinlich in der Hafenstadt Syrakus auf Sizilien, war der Sohn des Pheidias, eines Astronomen am Hof Hierons II. von Syrakus. Mit diesem und dessen Sohn und Mitregenten Gelon II. war er befreundet und möglicherweise verwandt.
Bei einem längeren Aufenthalt in Alexandria, wo die Alexandrinische Schule entstanden war, lernte Archimedes die dortigen Mathematiker Konon, Dositheos und Eratosthenes kennen, mit denen er später weiter korrespondierte.
Als er nach Syrakus zurückgekehrt war, behandelte er das Problem des Unendlichen, vervollständigte die Kreisberechnung und betrieb die Anwendung der Mathematik auf die praktische Physik (Mechanik). Seine Wurfmaschinen wurden bei der Verteidigung von Syrakus gegen die römische Belagerung im Zweiten Punischen Krieg eingesetzt. Bei der Eroberung von Syrakus 212 v. Chr. nach dreijähriger Belagerung durch den römischen Feldherrn Marcus Claudius Marcellus wurde er sehr zum Bedauern von Marcellus, der ihn lebend gefangensetzen wollte, von einem römischen Soldaten getötet. Über die Umstände referiert Plutarch in seiner Biographie des Marcellus mehrere überlieferte Versionen, nach einer war er mit einem mathematischen Beweis beschäftigt und forderte einen beim Plündern der Stadt eindringenden Soldaten auf, ihn nicht zu stören, worauf der ihn erschlug. Sprichwörtlich wurden die Worte Noli turbare circulos meos (lateinisch für: „Störe meine Kreise nicht“), die Archimedes dabei gesprochen haben soll.
Nach Plutarch hatte Archimedes sich testamentarisch ein Grab mit der Darstellung von Kugel und Zylinder gewünscht, da er offensichtlich auf seine Abhandlung Über Kugel und Zylinder besonders stolz war. In dieser beschrieb Archimedes 225 v. Chr. das Verhältnis von Volumen und Oberfläche einer Kugel zu einem umschreibenden Zylinder gleichen Durchmessers, er bewies, dass dieses Verhältnis {\displaystyle 2:3} beträgt. Cicero berichtet in den Tuskulanischen Gesprächen, dass er in seiner Zeit als Quästor in Sizilien (75 v. Chr.) nach dem Grab suchte und es nahe dem Tor nach Agrigent von Gestrüpp zugewuchert fand.
Eine von seinem Freund Heracleides geschriebene Biographie ist nicht erhalten.

## Schriften
Die Reihenfolge der erhaltenen Hauptschriften wurde erstmals 1897 von Thomas Heath angegeben und 1979 von Ivo Schneider aufgrund neuer Erkenntnisse wie folgt überarbeitet:
- Die Elemente der Mechanik, darunter  Über Stützen und Über Waagen.
- Quadratur der Parabel, griechisch Τετραγωνισμὸς παραβολῆς, transkribiert Tetragōnismos parabolēs, lateinisch De quadratura parabolae. Inhalt: Fläche eines Parabelsegments.
- Über Kugel und Zylinder, griechisch Περὶ σφαίρας καὶ κυλίνδρου, transkribiert Peri sphaíras kai kylíndrou, lateinisch De sphaera et cylindro, Buch I. Inhalt: Volumen von Kugel und Zylinder.
- Die Kreismessung, griechisch Κύκλου μέτρησις, transkribiert Kýklou métrēsis, lateinisch Dimensio circuli.
- Über Kugel und Zylinder, Buch II.
- Über Spiralen, griechisch Περὶ ἑλίκων, transkribiert Peri helikōn, lateinisch De lineis spiralibus. Inhalt: Fläche eines von ihm erfundenen Objekts, der Spirallinie. Die archimedische Spirale wurde aber wahrscheinlich von seinem Freund Konon erfunden.
- Über Konoide und Sphäroide, griechisch Περὶ κωνοειδέων καὶ σφαιροειδέων, transkribiert Peri kōnoeideōn kai sphairoeideōn, lateinisch De conoidibus et sphaeroidibus. Inhalt: Volumina von Hyperbeln und Ellipsen.
- Über das Gleichgewicht bzw. den Schwerpunkt, daraus nur noch erhalten Über das Gleichgewicht ebener Flächen, 2 Bücher, griechisch Περὶ ἐπιπέδων ἰσορροπιῶν, transkribiert Peri epipédōn isorrhopiṓn, lateinisch De planorum aequilibriis.
- Die Mechanische Methode, griechisch Περὶ μηχανικῶν θεωρημάτων πρὸς Ἐρατοσθένη ἔφοδος, transkribiert Peri mēchanikōn theōrēmatōn pros Eratosthenē ephodos, lateinisch De methodo. Als Fragment erhalten im von Heiberg gefundenen Archimedes-Palimpsest.
- Über schwimmende Körper, 2 Bücher, griechisch Περὶ τῶν ἐπιπλεόντων σωμάτων, transkribiert Peri tōn epipleontōn sōmatōn, lateinisch De corporibus fluitantibus. Inhalt: Volumen und spezifisches Gewicht von Körpern, Hydrostatik.

In der Quadratur der Parabel wird der kürzliche Tod seines Freundes Konon erwähnt, so dass sich diese Schrift um 240 v. Chr. datieren lässt. Nach der erwähnten relativen Datierung sind die meisten Werke des Archimedes erst danach entstanden. Das Buch Über Spiralen wurde nach Archimedes Angaben viele Jahre nach dem Tod des Konon geschrieben, so dass es nach Ivo Schneider etwa 230 v. Chr. zu datieren ist. Schneider ordnet die Methodenlehre Ende der 220er Jahre ein und Über schwimmende Körper als letztes Werk in die letzten acht Lebensjahre, aber wohl vor 216 v. Chr. wegen der nachfolgenden Ereignisse des Zweiten Punischen Kriegs in Syrakus.
Hinzu kommen:
- Der Sandrechner, griechisch Ψαμμίτης, transkribiert Psammitēs, lateinisch Arenarius. Inhalt: Anzahl der Sandkörner im Universum, Darstellung beliebig großer Zahlen, heliozentrisches Weltbild des Aristarchos von Samos.
- Das Rinderproblem des Archimedes, griechisch Πρόβληµα βοεικόν, transkribiert Próblēma boeïkón, lateinisch Problema bovinum, ein zahlentheoretisches Problem. Es ist in einem Gedicht von Archimedes an Eratosthenes erhalten, das Lessing entdeckte.
- Ostomachion (oder Stomachion), griechisch Ὀστομάχιον, ein Puzzle-Problem. Fragment, zum Beispiel im Archimedes-Palimpsest erhalten. Zuschreibung fraglich.
- Buch der Lemmata, lateinisch Liber assumptorum. Wohl nicht archimedisch (der Text zitiert Archimedes), geht aber inhaltlich vielleicht auf Archimedes zurück. Es ist nur in einer arabischen Übersetzung von Thabit Ibn Qurra aus dem 9. Jahrhundert erhalten. Es enthält unter anderem eine Dreiteilung des Winkels mit nicht-klassischen Methoden (markiertes Lineal) und die Zwillingskreise des Archimedes.

Es gibt Hinweise auf einige heute verloren gegangene Schriften, zum Beispiel über Polyeder und über Hebel (von Pappos erwähnt), über die Darstellung von Zahlen (von Archimedes in Der Sandrechner erwähnt) und über Spiegel (Catoptrica, von Theon von Alexandria erwähnt). Aus der Unvollständigkeit der mechanischen Schriften des Archimedes (Gleichgewicht ebener Flächen, Quadratur der Parabel) und mehrerer Hinweise bei Archimedes (und zum Beispiel bei Heron von Alexandria) wurde auf die Existenz verloren gegangener Teile seiner Mechanik geschlossen, die Aage Drachmann zu rekonstruieren versuchte. Diese teilweise rekonstruierten mechanischen Schriften stehen chronologisch am Anfang der Werke des Archimedes.
Es gibt einige Hinweise auf verloren gegangene Schriften des Archimedes in arabischer Übersetzung, so ein Buch über das Parallelenpostulat, das im Bücherkatalog von Ibn al-Nadim aufgeführt ist und möglicherweise die Behandlung des Themas bei Thabit Ibn Qurra beeinflusste.

## Werk

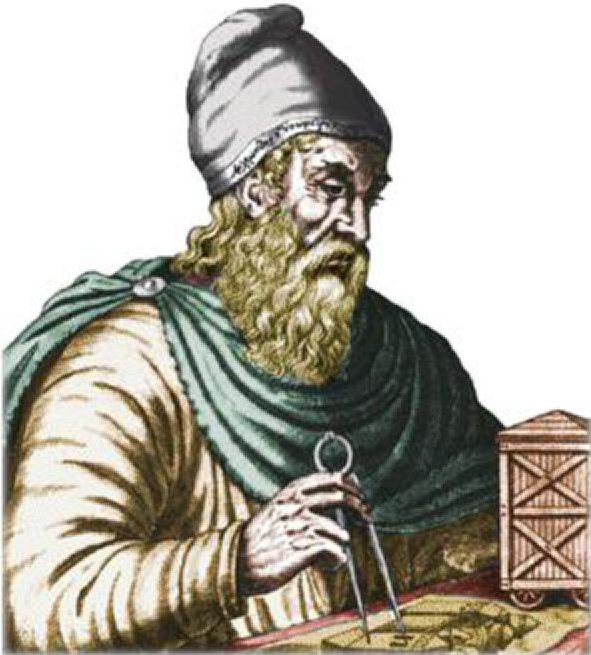
Mittelalterliches Phantasieporträt von Archimedes

Archimedes war sowohl in der Mathematik als auch im Bereich der heutigen Physik gleichermaßen schöpferisch tätig.

### Physik
Archimedes werden die Erfindung und Kombination verschiedener Maschinenelemente zugeschrieben, wie Schrauben, Seilzüge mit Wellrädern, Flaschenzüge und Übersetzungsgetriebe mit Zahnrädern, deren Funktionen er auch in der Praxis demonstriert haben soll. Obwohl er sich im Auftrag König Hierons der Entwicklung technischer Anwendungen widmete, bevorzugte er nach Überlieferungen Plutarchs das abstrakte Denken und sah auf die praxisbezogene Arbeit des Ingenieurs mit Verachtung herab. Aus diesem Grund hinterließ er auch keine Abhandlung über praktische Erfindungen. Seine Schriften zur Mechanik und Hydrostatik sind nach dem Vorbild der Geometrie streng axiomatisch aufgebaut.

#### Hebelgesetz
Archimedes formulierte die Hebelgesetze in seiner Schrift Über das Gleichgewicht ebener Flächen und schuf dadurch die theoretische Grundlage für die spätere Entwicklung der Mechanik. Er selbst entwickelte aus dem Hebelgesetz bereits die wissenschaftlichen Grundlagen der Statik für statisch bestimmte Systeme. Die Beschreibung des Hebels selbst findet sich schon in älteren griechischen Schriften aus der Schule des Aristoteles.
Er soll (wie Pappos und andere überlieferten) gesagt haben: „Δός μοι ποῦ στῶ, καὶ τὴν γῆν κινήσω“ („Gebt mir einen festen Punkt, und ich hebe die Welt aus den Angeln“). Darauf gründet sich der Begriff des archimedischen Punktes. Als er sich einmal gegenüber Hieron so äußerte, verlangte dieser nach Plutarch einen praktischen Beweis, und Archimedes bewerkstelligte unter anderem mit Flaschenzügen (Plutarch) und Seilwinden die Bewegung eines großen voll beladenen Schiffs durch einen einzigen Mann.

#### Archimedisches Prinzip
Nach Vitruv sollte Archimedes den Goldgehalt einer vom Herrscher Hieron II. den Göttern geweihten Krone prüfen, ohne sie jedoch zu beschädigen. Der König verdächtigte den Goldschmied, ihn betrogen zu haben. Um die gestellte Aufgabe zu lösen, tauchte er einmal die Krone und dann einen Goldbarren (sowie einen Silberbarren), der genauso viel wog wie die Krone, in einen vollen Wasserbehälter und maß die Menge des überlaufenden Wassers. Die Krone verdrängte mehr Wasser als der Goldbarren. Dadurch war bewiesen, dass die Krone ein kleineres spezifisches Gewicht hatte und daher nicht ganz aus Gold gefertigt war. Archimedes soll der Legende nach das Archimedische Prinzip beim Baden entdeckt haben. Aus dem randvollen Wasserbehälter sei jene Wassermenge ausgelaufen, die er beim Hineinsteigen ins Bad mit seinem Körpervolumen verdrängte. Glücklich über seine Entdeckung soll er mit dem Ausruf „Heureka!“ (altgriechisch: ηὕρηκα /ˈhɛːǔ̯rɛːka/, „Ich hab’s gefunden!“) nackt auf die Straße gelaufen sein. Die Anekdote von der Überprüfung des Goldgehalts der Krone Hierons durch Wasserverdrängung ist aber kritisiert worden – diese wäre mit den Mitteln der damaligen Zeit nur schwer durchzuführen gewesen und ist wahrscheinlich eine Legende. Schon Galileo Galilei vermutete deshalb 1586, Archimedes hätte stattdessen eine Waage benutzt zur Messung der Gewichte unter Auftrieb.
Das Archimedische Prinzip kann bei jedem schwimmenden Körper Anwendung finden. Es stellt beim Schiffbau eine zwingend zu berücksichtigende Tatsache dar. Bei seinen hydrostatischen Experimenten entdeckte er zudem das Prinzip der kommunizierenden Gefäße.

### Mathematik

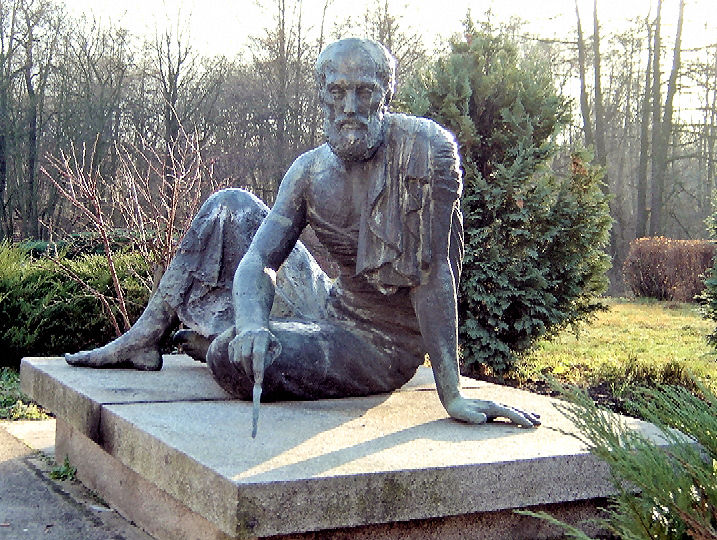
Bronzeskulptur, die Archimedes darstellen soll, bei der Archenhold-Sternwarte im Treptower Park, Berlin (Gerhard Thieme 1972)

#### Flächenberechnungen
Archimedes bewies, dass sich der Umfang eines Kreises zu seinem Durchmesser genauso verhält wie die Fläche des Kreises zum Quadrat des Radius. Er nannte dieses (heute als Pi oder Kreiszahl bezeichnete) Verhältnis noch nicht π (Pi), gab aber eine Anleitung, wie man sich dem Verhältnis bis zu einer beliebig hohen Genauigkeit nähern kann, vermutlich das älteste numerische Verfahren der Geschichte. Mit seinen Überlegungen zur Flächen- und Volumenberechnung (u. a. mit einer exakten Quadratur der Parabel) nahm Archimedes Ideen der Integralrechnung viel später folgender Denker vorweg. Er ging dabei über die Eudoxos von Knidos zugeschriebene Exhaustionsmethode (Ausschöpfungsmethode) hinaus; beispielsweise wandte er bereits eine Form des Prinzips von Cavalieri an.
1906 fand Johan Ludvig Heiberg (1854–1928), ein dänischer Philologe und Professor an der Universität Kopenhagen, in Istanbul ein auf das 10. Jahrhundert datiertes Manuskript, das unter anderem eine Abschrift von Archimedes’ Schrift Die Mechanische Methode enthielt.
Darin gibt er eine mechanische Methode preis, mit der er viele seiner Resultate erzielt hatte, bevor er sie in geometrisch strenger Weise bewies. Die Methode entspricht einem Wiegen der zu vergleichenden Volumina bzw. Flächenstücke, allerdings in geometrischer Form. Bei seiner Beschreibung erwähnt Archimedes auch ein älteres Verfahren von Demokrit, bei dem es sich möglicherweise um das Wiegen von Modellen handelt.

#### Siebeneck nach Archimedes

Siebeneck nach Archimedes
Neusis-Konstruktion von Archimedes

Von Thabit Ibn Qurra stammt die Übersetzung einer Abhandlung von Archimedes über die Konstruktion eines regulären Heptagons, bekannt als das Siebeneck nach Archimedes.
Diese Konstruktion des Siebenecks nach Archimedes ist, der Überlieferung nach, eine Neusis-Konstruktion auch Einschiebung (Neusis) genannt. Die Art und Weise, wie Archimedes selbst die Länge der Strecke CM gefunden hat – z. B. wie er das markierte Lineal angelegt hat – ist nicht überliefert.

#### Stellenwertbasiertes Zahlensystem
Außerdem entwickelte Archimedes ein stellenwertbasiertes Zahlensystem mit der Basis 108.
Er benutzte es, um astronomisch große Zahlen (bis zur Größe von 1064) mathematisch fassen zu können – dies in einer Zeit, in der seine Mitwelt eine Myriade (lit. 10.000) bereits mit „unendlich“ gleichsetzte. Anlass dafür war die Abhandlung Über schwimmende Körper und die Sandzahl, auch kurz Sandrechner genannt, die er dem Sohn von Hieron II., Gelon, widmete. Darin heißt es: „Es gibt Leute, König Gelon, die der Meinung sind, die Zahl des Sandes sei unendlich groß […] Andere glauben zwar nicht, dass die Zahl unendlich sei, aber doch, dass noch keine Zahl genannt worden sei, die seine Menge übertreffen könnte.“ Da Gelon als König angesprochen wird, entstand die Schrift nach 240 v. Chr., als er Mitregent wurde (und vor Gelons Tod 216 v. Chr.).
Er widerlegte diese Vorstellungen, indem er in der Abhandlung die Anzahl der Sandkörner, die alle Strände der Erde bedeckten, abschätzte und benannte. Er ging sogar noch weiter und berechnete die Anzahl der Sandkörner, die man benötigte, um das ganze Universum mit Sand anzufüllen. Damals stellte man sich das Universum allerdings noch wesentlich kleiner vor. Er verwendete folgende Annahmen für die Berechnung einer oberen Grenze:
- Ein Sandkorn hat einen Durchmesser von ca. 19 μm (0,019 mm), was Schluff entspricht und kleiner als Feinsand ist.[A 1]
- Der Umfang der Erde beträgt nicht mehr als 300 Myriaden stadia (ca. 56.000 km).[A 2]
- Der Mond ist nicht größer als die Erde und die Sonne ist höchstens 30-fach größer als der Mond.[A 3]
- Der Winkeldurchmesser der Sonne, von der Erde aus gesehen, beträgt mehr als 1/200 eines rechten Winkels (π/400 Radiant = 0,45°).[A 4]

Unter Annahme folgender Verhältnisse
{\displaystyle {\frac {\text{Durchmesser des Universums}}{\text{Durchmesser der Erdumlaufbahn um die Sonne}}}={\frac {\text{Durchmesser der Erdumlaufbahn um die Sonne}}{\text{Durchmesser der Erde}}}}
schätzte Archimedes den Durchmesser des Universums auf weniger als 1014 griechischen „stadia“ bzw. ca. zwei Lichtjahre (1.89e13 km), in das nicht mehr als 1063 Sandkörner hineinpassen würden.

#### Archimedisches Axiom
Obwohl nach ihm benannt, stammt das archimedische Axiom nicht von Archimedes, sondern geht auf Eudoxos von Knidos zurück, der dieses Prinzip im Rahmen seiner Größenlehre einführte.

#### Archimedische Körper
Die Originalarbeit des Archimedes ist nicht erhalten geblieben. Allerdings existiert noch eine Schrift des Mathematikers Pappos (ca. 290–350 n. Chr.), in der erwähnt wird, dass Archimedes die 13 archimedischen Körper beschrieb.

### Technik
Archimedes hat die Technik seiner Zeit und die spätere Entwicklung der Technik, insbesondere der Mechanik, maßgeblich beeinflusst. Er selbst konstruierte allerlei mechanische Geräte, nicht zuletzt auch Kriegsmaschinen.

#### Archimedische Schraube

Archimedische Schraube

Archimedes wird die Erfindung der sogenannten archimedischen Schraube zugeschrieben, zu der er angeregt wurde, nachdem er bei seinem Studienaufenthalt in Ägypten die dortigen einfachen Vorrichtungen zur Feldbewässerung gesehen hatte. Das Prinzip der archimedischen Schraube kommt heutzutage in modernen Förderanlagen, sogenannten Schneckenförderern, zum Einsatz.

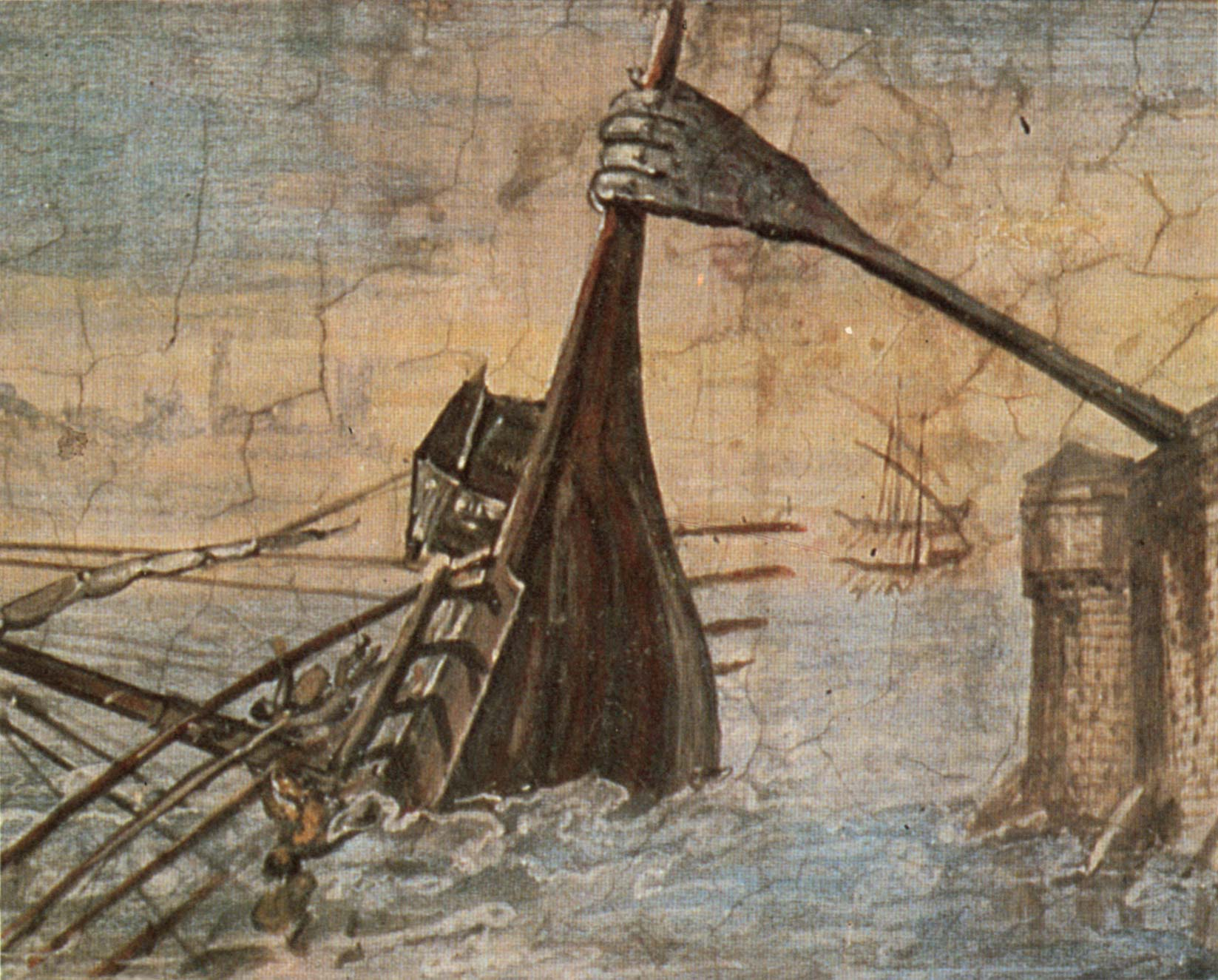
Ein Gemälde der Kralle von Archimedes

Möglicherweise wurde sie von Archimedes als Lenzpumpe für Schiffe entwickelt, denn nach Athenäus von Naukratis beauftragte König Hieron Archimedes mit dem Bau des größten Schiffs der damaligen Zeit, der Syracusia.

#### Kriegsmaschinen bei der Belagerung von Syrakus
Archimedes soll nach Plutarch die Römer bei ihrer langwierigen Belagerung mit den von ihm entwickelten Kriegsmaschinen aufgehalten haben: So entwickelte er beispielsweise Wurfmaschinen und Katapulte oder auch Seilwinden, welche ein komplettes Schiff, voll beladen und mit gesamter Besatzung, durch Ziehen an einem einzigen Seil bewegten. Auch mächtige Greifarme, die feindliche Boote packten und angeblich in Stücke rissen, gehörten dazu.
Die Kralle von Archimedes soll eine Waffe gegen angreifende Flotten gewesen sein, die in der Stadtmauer von Syrakus eingebaut war und bei dessen Belagerung gegen die Römische Flotte eingesetzt wurde. Die genaue Funktion dieser Waffe ist allerdings unklar. In alten Schriften wird die Waffe als ein Hebel mit einem großen Eisenhaken dargestellt. Bereits im Jahre 425 v. Chr. verfügte die Stadt Syrakus über eine als „Eisenhand“ beschriebene Seekriegswaffe, mit der man Schiffe entern konnte (Thukydides, Pel. Kr. IV, 25), möglicherweise ein Enterhaken.

#### Brennspiegel

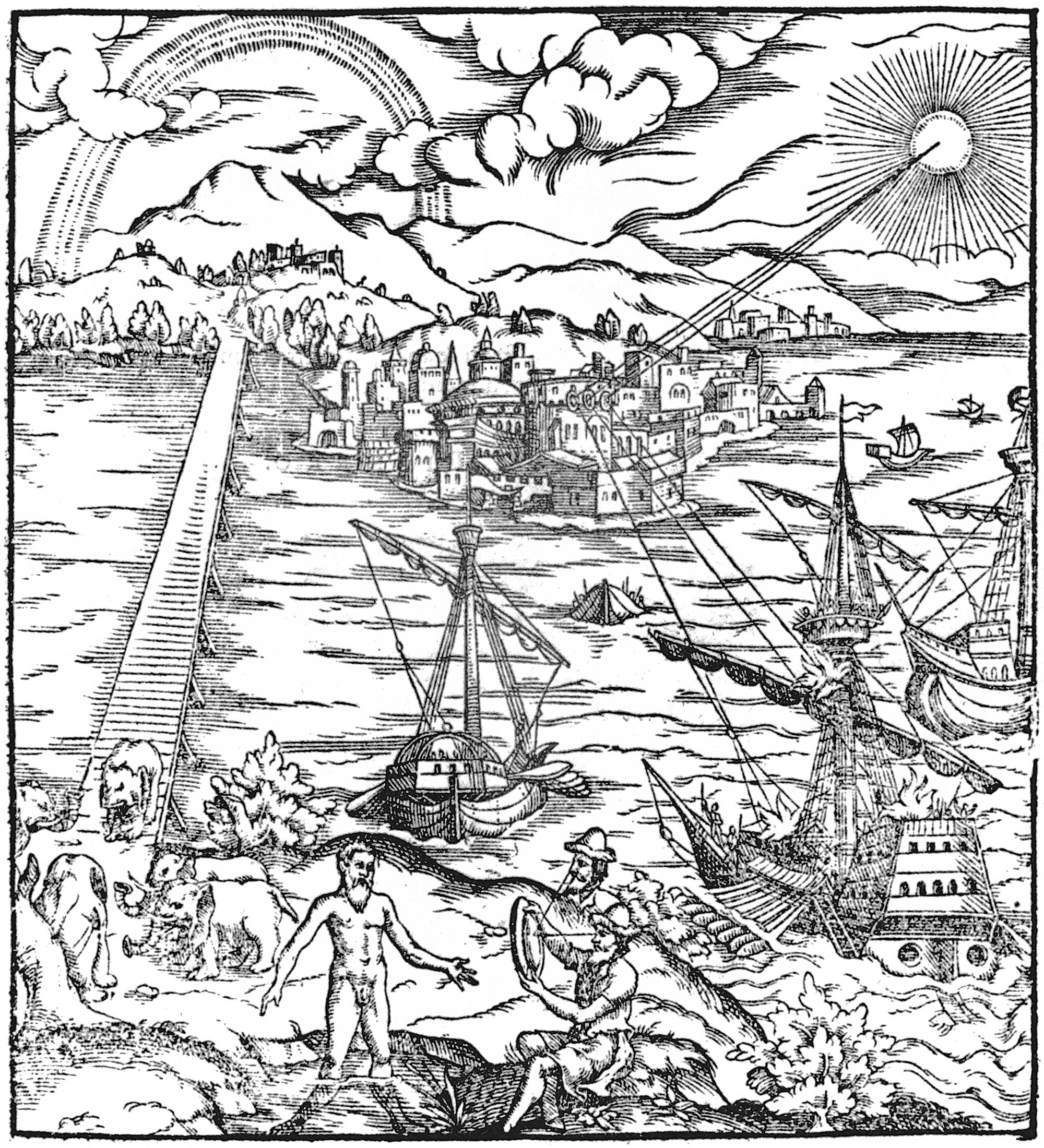
Kupferstich auf dem Titelblatt der lateinischen Ausgabe des Thesaurus opticus, einem Werk des arabischen Gelehrten Alhazen. Die Darstellung zeigt, wie Archimedes römische Schiffe mit Hilfe von Parabolspiegeln in Brand gesetzt haben soll.

Bronzestatue des Archimedes in Syrakus

Außerdem soll Archimedes die Schiffe der Römer sogar über große Entfernung mit Hilfe von Spiegeln, die das Sonnenlicht umlenkten und fokussierten, in Brand gesteckt haben. Das wird von Lukian von Samosata und später von Anthemios von Tralleis berichtet. Dazu gibt es eine über 300 Jahre währende, heftige Kontroverse. Historisch sprechen die Quellenlage, Übersetzungsfragen (pyreia wurde oft mit Brennspiegel übersetzt, obwohl es nur „Entzündung“ heißt und auch Brandpfeile umfasst) und das erst Jahrhunderte spätere Auftauchen der Legende dagegen. Physikalische Gegenargumente sind die notwendige Mindestgröße und Brennweite eines solchen Spiegels, die zu erreichende Mindesttemperatur zur Entzündung von Holz (etwa 300 Grad Celsius) und die Zeit, die das zu entzündende Holzstück konstant beleuchtet bleiben muss. Technische Gegenargumente diskutieren die Herstellbarkeit solcher Spiegel zur damaligen Zeit, die Montage eines Spiegels oder Spiegelsystems und die Bedienbarkeit. Ein moderner Kritiker der Legende war der Pyrotechniker Dennis L. Simms. Zur Machbarkeit wurden mehrfach Experimente durchgeführt. Studenten des Massachusetts Institute of Technology und der University of Arizona haben 2005 erfolgreich mit 127 kleinen Spiegeln ein 30 Meter entferntes Modell einer Schiffswand entzündet, nachdem der Versuch zuvor mit zwei Spiegeln misslungen war. Allerdings musste der Himmel wolkenlos sein und das Schiff für rund 10 Minuten konstant bestrahlt werden. Ein unter Beteiligung der MIT-Studenten im Hafen von San Francisco an einem Fischerboot wiederholter Versuch in der Fernsehsendung MythBusters mit 500 Freiwilligen (gesendet im Januar 2006), der zu ähnlichen Ergebnissen kam, wurde deshalb als Fehlschlag eingestuft. Zusätzlich wurde angemerkt, dass das Meer in Syrakus im Osten liegt, die römische Flotte also am Morgen hätte angreifen müssen, und dass Wurfgeschosse und Brandpfeile effektiver gewesen wären. Möglicherweise entstand die Geschichte als Rückschluss aus der verlorenen Schrift von Archimedes Katóptrika (Optik).

#### Weitere Erfindungen
Nach Cicero (De re publica) brachte Marcellus zwei von Archimedes entwickelte mechanische Planetarien zurück nach Rom. Ähnliche Geräte wurden nach Cicero schon von Eudoxos von Knidos und Thales von Milet gebaut – archäologische Beweise für solche Instrumente fanden sich später im Antikythera-Mechanismus. Möglicherweise handelt die verlorengegangene, von Pappos erwähnte Schrift des Archimedes Über die Herstellung von Sphären vom Bau von Planetarien.
Ihm wird auch die Erfindung eines Odometers zugeschrieben. Ein entsprechendes Odometer mit einem Zählmechanismus mit Bällen wurde von Vitruv beschrieben. Vitruv verrät den Erfinder nicht (nur, dass er von den Alten überliefert wurde), doch wurde auch hier Archimedes als Erfinder vermutet. Auch ein Wasseruhr-Mechanismus, der Bälle als Zähl-Hilfsmittel freigibt, beschrieben in einem arabischen Manuskript, wurde ihm zugeschrieben.
Leonardo da Vinci und Petrarca (der sich auf eine Cicero-Handschrift berief) schrieben Archimedes die Erfindung einer Dampfkanone zu. Leonardo fertigte auch Rekonstruktionsskizzen für die von ihm Architronito genannte Maschine an. Es gab später Versuche von Nachbauten, wie von dem Griechen Ioannis Sakas 1981 und dem italienischen Ingenieur Cesare Rossi von der Universität Neapel 2010. Rossi gab dort auch den Brennspiegeln eine neue Interpretation – sie hätten demnach die Hitze für die Dampferzeugung geliefert. In den überlieferten antiken Schriften von und über Archimedes finden sich dafür aber keine Hinweise und Experten wie Serafina Cuomo sehen darin nur einen weiteren Beweis für den legendären Ruf von Archimedes, dem man alle möglichen Erfindungen zuschrieb. Prinzipiell war den Griechen die Dampfkraft bekannt (Heronsball, 1. Jahrhundert n. Chr.).

## Überlieferung
Die Kenntnis der Werke des Archimedes war trotz seiner von Legenden gespeisten Bekanntheit in der Antike nicht sehr verbreitet, im Gegensatz etwa zu Euklid, der sein Buch im damaligen wissenschaftlichen Zentrum Alexandria zusammenstellte. Allerdings wird er von den Mathematikern Heron, Pappos und Theon in Alexandria häufig erwähnt. Die Schriften wurden zwischen dem 6. und 10. Jahrhundert in Byzanz systematisch gesammelt und kommentiert. Bekannt ist der Kommentar des Eutokios (der von Ende des 5. Jahrhunderts bis Anfang des 6. Jahrhunderts lebte) zu den wichtigsten Archimedes-Schriften (Über Kugel und Zylinder, Die Kreismessung, Über das Gleichgewicht ebener Flächen), der auch im Mittelalter in Westeuropa viel zur Kenntnis der Werke beitrug und anregend wirkte. Bei der ersten Zusammenstellung der Schriften in Byzanz spielten die Architekten der Hagia Sophia Isidor von Milet und Anthemios von Tralleis eine wichtige Rolle. Weitere Schriften kamen hinzu, bis im 9. Jahrhundert Leon von Thessaloniki die als Kodex A (Heiberg) bekannte Sammlung fast aller überlieferten Archimedischen Schriften (außer Stomachion, Rinderproblem, Über die Methode und Über schwimmende Körper) herausbrachte. Das war eine der beiden Quellen für die lateinischen Übersetzungen von Wilhelm von Moerbeke (abgeschlossen 1269). Das andere ihm zur Verfügung stehende griechische Manuskript des Archimedes enthielt Gleichgewicht ebener Flächen, Quadratur der Parabel, Über schwimmende Körper, vielleicht auch Über Spiralen und wurde von Heiberg Kodex B genannt. Das 1906 von Heiberg entdeckte Archimedes-Palimpsest (Kodex C, der vorher in Jerusalem war, es enthielt Über die Methode, Stomachion und Über Schwimmende Körper) war den Übersetzern in Mittelalter und Renaissance unbekannt. Die Kodizes A und B kamen aus dem Besitz der normannischen Könige in Sizilien in den Vatikan, wo Moerbeke sie für seine Übersetzung benutzte. Während Moerbekes Übersetzungs-Manuskript im Vatikan erhalten ist, ist Kodex B verloren. Von Kodex A sind dagegen mehrere Abschriften erhalten (neun sind bekannt), die zum Beispiel im Besitz von Kardinal Bessarion (heute in der Biblioteca Marciana) und Giorgio Valla waren. Das Original von Kodex A ist ebenfalls verschwunden.

Das Verhältnis des Volumens einer Kugel
mit Radius zum Volumen eines ihr umbeschriebenen Zylinders ist

Die Übersetzungen Wilhelms von Moerbeke regten insbesondere die Gelehrten der Pariser Schule an (Nicole Oresme, Johannes de Muris).
Es gibt auch eine arabische Textüberlieferung. Archimedes’ wichtigste Werke Über Kugel und Zylinder und Die Kreismessung wurden schon im 9. Jahrhundert ins Arabische übersetzt und mindestens bis ins 13. Jahrhundert immer wieder neu herausgegeben. Sie wirkten auch ab dem 12. Jahrhundert im Westen. Insbesondere eine Übersetzung der Kreismessung aus dem Arabischen ins Lateinische, die wahrscheinlich von Gerhard von Cremona (12. Jahrhundert) stammt, war im Mittelalter einflussreich. Von ihm stammt auch eine lateinische Übersetzung eines Traktats der Banū Mūsā Brüder, das weitere Ergebnisse von Archimedes enthielt: neben Kreismessung und Satz des Heron (den die Araber häufig Archimedes zuschrieben) Teile aus Über Kugel und Zylinder. Dieses als Verba filiorum bekannte Manuskript regte zum Beispiel auch Leonardo Fibonacci und Jordanus Nemorarius an. Beide wirkten als Mathematiker vor der Zeit, in der Moerbekes Übersetzung entstand.
Um 1460 ließ Papst Nikolaus V. von Jakob von Cremona eine neue Übersetzung ins Lateinische anfertigen, basierend auf Kodex A. Sie enthielt auch die von Moerbeke noch nicht übersetzten Teile des Werks (Sandrechner und Kommentar des Eutokios zur Kreismessung). Da ihm Kodex B nicht zur Verfügung stand, enthält die Ausgabe nicht Über schwimmende Körper. Diese Übersetzung wurde unter anderem von Nikolaus von Kues benutzt.
Die erste gedruckte Ausgabe (von Auszügen abgesehen, die Giorgio Valla 1501 druckte) waren die lateinischen Übersetzungen von Kreismessung und Quadratur der Parabel von Luca Gaurico in Venedig 1503 (nach einem Manuskript aus Madrid). Sie wurden 1543 von Nicolo Tartaglia wieder veröffentlicht zusammen mit Moerbekes Übersetzungen von Gleichgewicht ebener Flächen und Über schwimmende Körper.
Die erste Ausgabe des griechischen Textes erschien 1544 in Basel (herausgegeben von Thomas Venatorius, deutsch Gechauff) zusammen mit einer lateinischen Übersetzung von Jakob von Cremona (korrigiert von Regiomontanus). Die Ausgabe enthielt auch die Kommentare von Eutokios. Für den lateinischen Text benutzte er eine von Regiomontanus um 1468 nach Deutschland gebrachte Abschrift der Übersetzung von Jakob von Cremona (bearbeitet von Regiomontanus) sowie für den griechischen Text eine von Willibald Pirckheimer aus Rom nach Nürnberg gebrachte Handschrift. Sie war eine Abschrift von Kodex A, weshalb in dieser Editio Princeps-Ausgabe auch Über Schwimmende Körper fehlt. 1558 erschien eine lateinische Übersetzung einiger Hauptschriften von Federicus Commandinus in Venedig. Wichtige weitere Ausgaben vor der Heiberg-Ausgabe waren von D´Rivault (Paris 1615), der nur die Propositionen auf Griechisch bringt und die Beweise in Latein, und von Giuseppe Torelli (Oxford 1794).

## Sonstiges

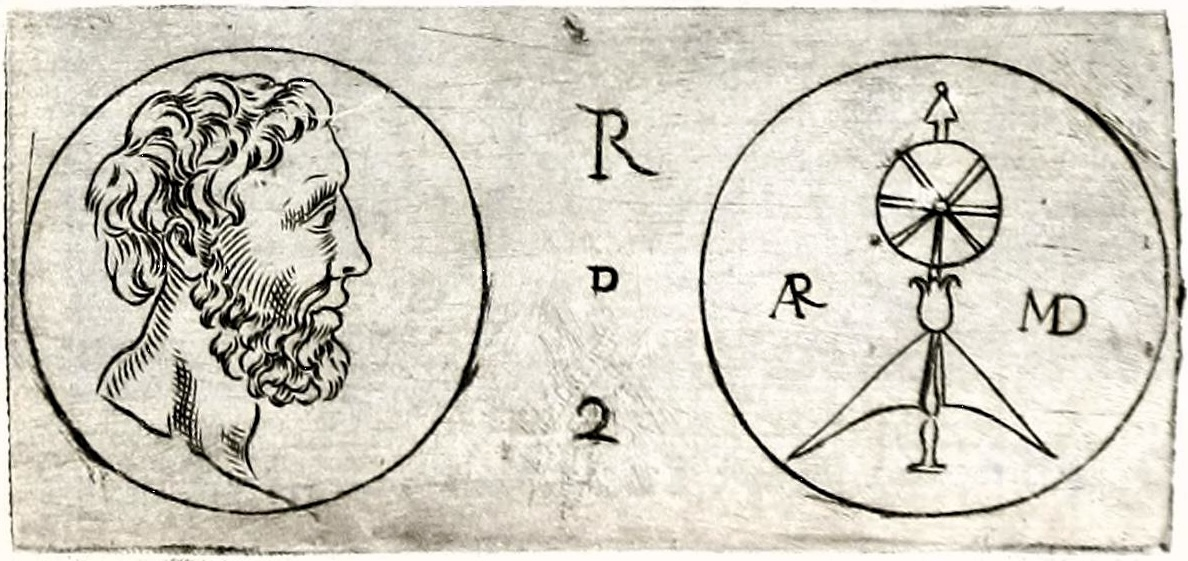
Römische Kupfermünze mit Porträt von Archimedes (Zeichnung von 1612)

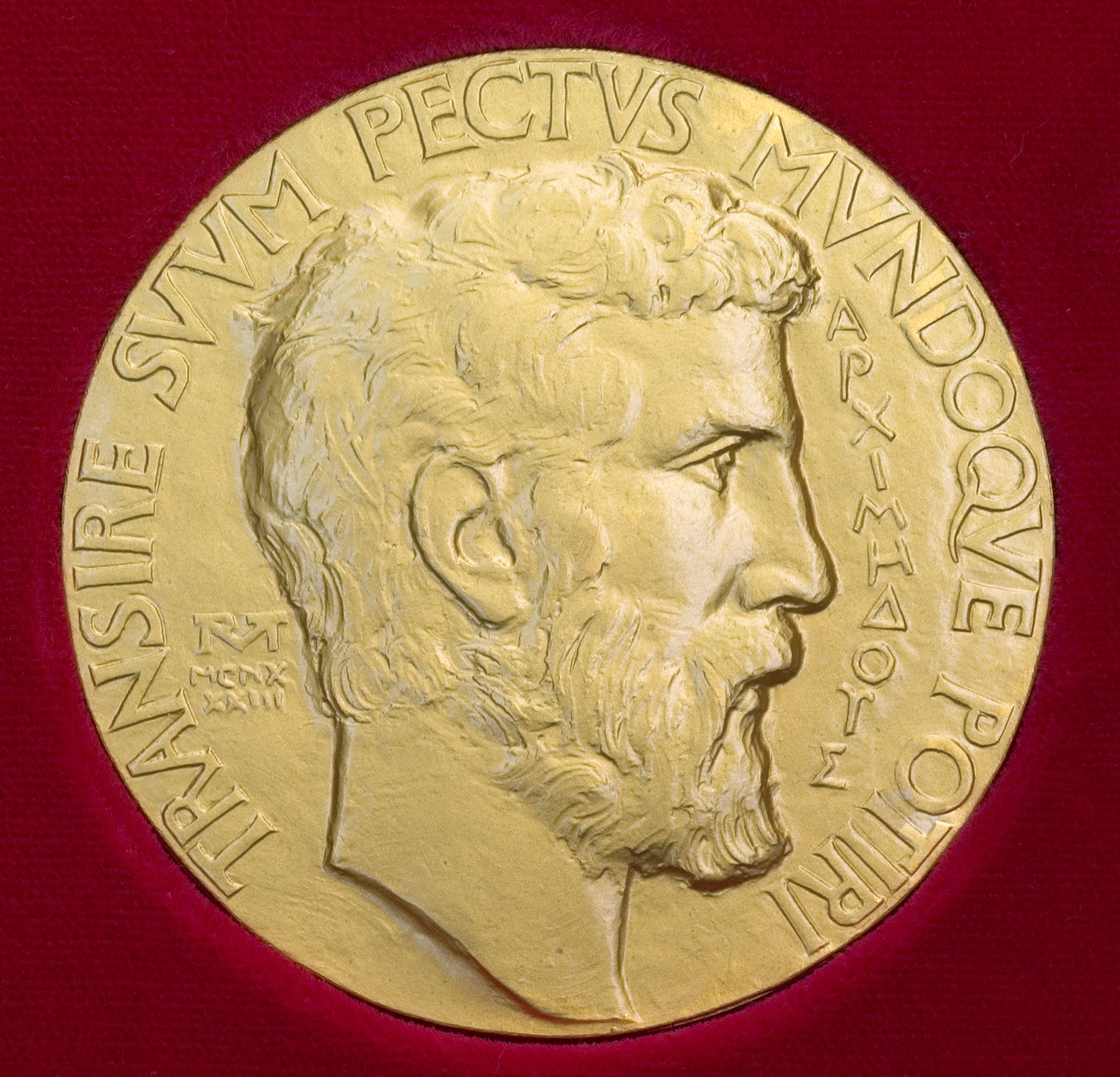
Fields-Medaille mit Porträt von Archimedes

Nach dem italienischen Numismatiker und Archäologen Filippo Paruta (1552–1629) und Leonardo Agostini, einem Gelehrten aus Siena, gab es auf Sizilien eine Kupfermünze mit dem Porträt von Archimedes und einem Zylinder und Kugel sowie dessen Monogramm ARMD in römischer Schrift auf der Rückseite. Ivo Schneider beschrieb die Rückseite als „eine auf einem Untergestell ruhende Sphäre – wahrscheinlich ein grobes Abbild eines der von Archimedes geschaffenen Planetarien“. Als mögliches Motiv für eine „solche ungewöhnliche Prägung“ nennt er Marcellus, der „nach antiken Berichten zwei Sphären des Archimedes mit nach Rom brachte“.
Ein Bildnis von Archimedes ist auf der höchsten Mathematikerauszeichnung, der Fields-Medaille, geprägt.
Ihm zu Ehren wurde auf dem Mare Imbrium ein Mondkrater Archimedes genannt; siehe Archimedes (Mondkrater). Auch der Asteroid 3600, entdeckt von Ljudmyla Schurawlowa am 26. September 1978, trägt seinen Namen.
István Száva schrieb den Roman Der Gigant von Syrakus (Prisma, Leipzig 1960, Corvina, Budapest 1960, 1968, 1978).
Der Film Indiana Jones und das Rad des Schicksals (2023) thematisiert Archimedes und das fiktive Rad des Schicksals, das vom Mechanismus von Antikythera inspiriert ist.

## Textausgaben
- Archimedis Opera Omnia. Cum commentariis Eutocii, 3 Bände, Stuttgart, Teubner 1972 (Bibliotheca scriptorum Graecorum et Romanorum Teubneriana, Nachdruck der 2. Auflage, Teubner, Leipzig 1910–1915, erste Auflage 1880/81, Ausgabe von Heiberg, mit den Kommentaren von Eutokios)
  - als Band 4 des Nachdrucks von 1972 erschien von Yvonne Dold-Samplonius, H. Hermelink, M. Schramm Archimedes: Über einander berührende Kreise, Stuttgart 1975
- Archimède (4 vol.), ed. Charles Mugler, Paris 1971 (mit französischer Übersetzung)

## Übersetzungen

Archimēdous Panta sōzomena, 1615

- Archimedes, Werke, Darmstadt, Wissenschaftliche Buchgesellschaft 1963, 1972 (Übersetzung Arthur Czwalina nach der Ausgabe von Heiberg für Ostwalds Klassiker in einem Band)
- Archimedes, Werke, Verlag Harri Deutsch, 3. Auflage 2009, ISBN 978-3-8171-3425-0 (nach der Übersetzung von Arthur Czwalina), umfasst Reprints von:
  - Über schwimmende Körper und die Sandzahl, Ostwalds Klassiker, Band 213, Leipzig, Akademische Verlagsgesellschaft 1925
  - Die Quadratur der Parabel und Über das Gleichgewicht ebener Flächen oder über den Schwerpunkt ebener Flächen, Ostwalds Klassiker, Band 203, Leipzig, Akademische Verlagsgesellschaft 1923
  - Kugel und Zylinder, Ostwalds Klassiker, Band 202, Leipzig, Akademische Verlagsgesellschaft 1922
  - Über Paraboloide, Hyberboloide und Ellipsoide, Ostwalds Klassiker, Band 210, Leipzig, Akademische Verlagsgesellschaft 1923
  - Über Spiralen, Ostwalds Klassiker, Band 201, Leipzig, Akademische Verlagsgesellschaft 1922
- Ferdinand Rudio: Archimedes, Huygens, Lambert, Legendre. Vier Abhandlungen über die Kreismessung. Teubner, Leipzig 1892. (Digitalisat) (Archimedes Abhandlung über die Kreismessung)
- Johan Ludvig Heiberg Eine neue Archimedeshandschrift, Hermes: Zeitschrift für Philologie, Band 42, 1907, S. 235–303 (Archimedes lange verschollene Abhandlung über die Mechanische Methode)
  - Englische Übersetzung: Geometrical solutions derived from mechanics, a treatise of Archimedes, recently discovered and translated from the Greek by Dr. J. L. Heiberg, Chicago, the Open Court Publishing Company 1909 (Einführung David Eugene Smith), Online bei Gutenberg
  - The method of Archimedes – recently discovered by Heiberg. A supplement to the works of Archimedes 1897, Herausgeber Thomas L. Heath, Cambridge University Press 1912
- Thomas Little Heath (Hrsg.): The Works of Archimedes. Cambridge 1897, Dover Publications, Mineola NY 1953, 2002, ISBN 0-486-42084-1. (in der Dover Ausgabe mit der Mechanischen Methode)
  - Deutsche Übersetzung von Fritz Kliem, Berlin 1914
- Reviel Netz (Herausgeber und Übersetzer): Works of Archimedes (with a critical edition of the diagrams and a translation of Eutocius commentary), Bd. 1, Cambridge University Press 2004 (mit Kommentar, auf drei Bände angelegt), ISBN 0-521-66160-9.
- Paul ver Eecke Les œuvres complètes d’Archimède, traduites du grec en français avec une introduction et des notes, Paris, Brüssel 1921, 2. Auflage, Paris 1960 mit der Übersetzung der Kommentare von Eutokios